# Alex Borstein
Alexandrea Borstein (sinh ngày 15 tháng 2 năm 1971) là một nữ diễn viên, tác giả, nhà sản xuất và nghệ sĩ hài người Mỹ.

## Danh sách phim

### Điện ảnh
| Năm  | Tên                               | Vai                                  | Ghi chú                                                                                            |
| ---- | --------------------------------- | ------------------------------------ | -------------------------------------------------------------------------------------------------- |
| 2000 | Coyote Ugly                       |                                      | Không được ghi danh                                                                                |
| 2003 | The Lizzie McGuire Movie          | Miss Ungermeyer                      | |
| 2003 | Bad Santa                         |                                      | |
| 2004 | Seeing Other People               | Tracy                                | |
| 2004 | Catwoman                          | Sally                                | |
| 2004 | Billy's Dad Is a Fudge-Packer!    | Betty Henderson                      | Phim ngắ                                                                                           |
| 2005 | Kicking & Screaming               |                                      | Không được ghi danh                                                                                |
| 2005 | Stewie Griffin: The Untold Story  |                                      | Đồng biên kịch DVDX Award for Best Screenplay (for a DVD Premiere Movie) (2006)                    |
| 2005 | Good Night, and Good Luck         | Natalie                              | Đề cử – Screen Actors Guild Award for Outstanding Performance by a Cast in a Motion Picture (2006) |
| 2006 | Little Man                        | Janet                                | |
| 2007 | The Lookout                       | Mrs. Lange                           | |
| 2009 | For Christ's Sake                 | Mrs. Marcus                          | |
| 2010 | Killers                           | Lily Bailey                          | |
| 2010 | Dinner for Schmucks               | Martha                               | |
| 2012 | Ted                               | Helen Bennett                        | |
| 2012 | ParaNorman                        | Mrs. Henscher (lồng tiếng)           | |
| 2014 | A Million Ways to Die in the West | Millie                               | |
| 2016 | The Angry Birds Movie             | Sophie Bird, Peggy Bird (lồng tiếng) | |
| 2022 | Những kẻ xấu xa                   | Cảnh sát trưởng Luggins              | Lồng tiếng                                                                                         |